# ロバート・プラント
ロバート・アンソニー・プラント（Robert Anthony Plant CBE, 1948年8月20日 - ）は、イングランド出身のロックミュージシャン、ボーカリスト。
世界的なハードロック・バンド「レッド・ツェッペリン」のフロントマン。ブルージーなハイトーン唱法の第一人者でもあり、音楽界に大きな影響を与えている。2009年「大英帝国勲章」受勲。

## 経歴

### 生い立ち
ウェスト・ミッドランズのウェスト・ブロムウィッチで生まれる。幼少の頃はアメリカのフォーク・ミュージックに夢中だったが、10代前半の頃、父親のロバート・C・プラント(1918〜2004)に連れて行かれたクラブで白人のブルース・マンが歌う姿に惹かれ、自らもブルース・バンドを組み演奏するようになる。プラントは「髭も伸びないうちからハーモニカを吹いては、マディ・ウォーターズの古い歌ばかり歌っていた」と当時を振り返っている。
16歳で家を出ると、いろんなバンドを渡り歩くミュージシャン生活に身を投じる。その中の一つであるリッスンというバンドでは、1966年に「You Better Run」というシングルを発表、また他にも数曲をレコーディングしている。その後に加入したクローリング・キング・スネークスというバンドで、後にバンドメイトとなるジョン・ボーナムに出会っている。この頃、アメリカからやってくるサニー・ボーイ・ウィリアムソンIIやB.B.キングといった本物のブルースマンの演奏を生で聴いたプラントは、本格的にブルースに傾倒、ボーナム等と共にバンド・オブ・ジョイ（バンド名の由来は娼婦を意味する「レディ・オブ・ジョイ」から）を結成する。バンド・オブ・ジョイではブルース以外にもバッファロー・スプリングフィールドのようなウエスト・コースト・ロックを追求しており、3枚のシングル曲をレコーディングしたものの、1968年までには解散した。解散後はボーナムと別れ、アレクシス・コーナーと共に曲作りをしながらチャンスを窺っていた。

### レッド・ツェッペリンとして

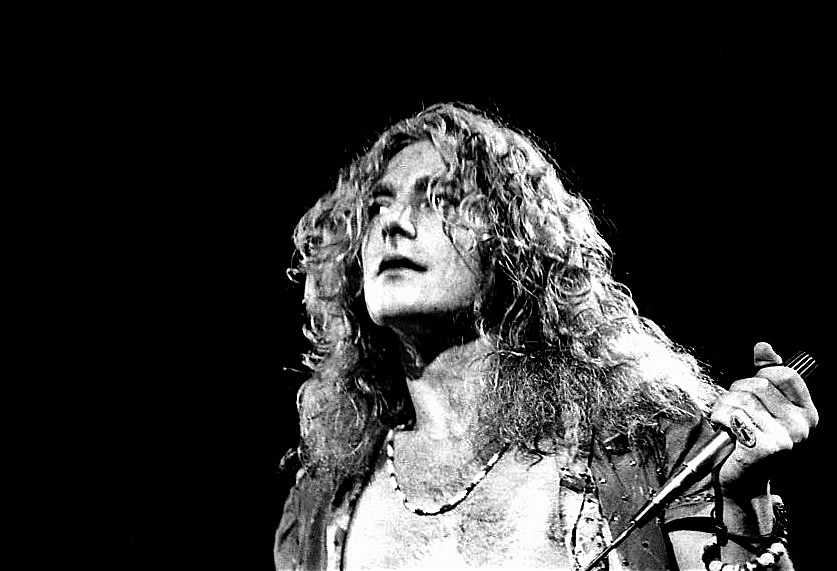
レッド・ツェッペリン時代 (1975年)

1968年8月、ニュー・ヤードバーズ結成のためにボーカリストを探していたジミー・ペイジが、最初に加入を打診していたテリー・リードから推薦され、バーミンガム近郊の大学で歌っていたプラントを見に来る。ペイジはプラントの歌唱に圧倒され、すぐさまバンド加入を持ちかけた。ペイジはその時の様子について「彼ほどのボーカリストが無名のままなんて信じられなかった。人格的に欠陥があるかとても仕事をやり辛い人間なんじゃないかと思ったよ」と振り返っている。プラントは加入すると共に、空席だったドラマーに旧知のジョン・ボーナムを推薦、メンバーが揃ったバンドは同年9月よりスカンジナビアからツアーを開始、10月15日を以ってバンド名をレッド・ツェッペリンと改める。
ツェッペリンはその勢いをもって米・英双方のチャートを席巻、バンドの知名度と共にプラントのボーカリストとしての地位も上昇していった。プラントはそのルックス、声、ステージパフォーマンスから70年代を代表するセックスシンボル
と称された。特に、70年代前半のステージでは、女性ものの服やインド・中近東風の服の前をはだけて歌う姿は、その金色の長髪とあいまって「ロック界のアイコン（象徴）」と言われていた。
ツェッペリンとして活動していた1969年から1980年の間、プラントは課外活動をほとんど行わなかった。唯一音源として残っているものに、1979年12月に行われたカンボジア救済コンサート出演時にロックパイルの伴奏をバックに歌ったものがあり、これは『コンサート・フォー・ザ・ピープル・オブ・カンボジア』（1981年発表）に収録されている。
順風満帆に見えたツェッペリンだったが、1970年代も後半にさしかかると暗雲がたちこめるようになる。1975年、家族と共にギリシャ、ロドス島で休暇を取っていた時、運転していた車が木に激突し足首を骨折。子供達は軽傷だったが妻のモーリーンは頭蓋骨骨折という重傷を負った。ツェッペリンの7枚目のアルバム『プレゼンス』は、プラントがまだ完全には回復してない中での制作となったが、本作での歌詞はプラントによれば皆事故の前後の状況を描いたものになっているという。さらに1977年7月、息子のカラックを突然の病で失うという悲劇にも見舞われる。当時ツェッペリンは全米ツアー中であったが残りの予定は全てキャンセルされた。なお、これがツェッペリンにとって最後のアメリカでのツアーとなった。プラントの悲嘆は深く、当時は「全て放り投げて全く違う人間になってもいい」とさえ考えていたという。
その後何とか復活するも、1980年のジョン・ボーナムの急死により、ツェッペリンはその活動に幕を閉じた。

### 解散後とソロ・キャリア
解散からしばらくは隠遁生活に入ったプラントだったが、1981年3月には新たなバンド、ハニードリッパーズを結成。小さなクラブでギグをこなすという活動を続ける。1982年6月、1stアルバム『11時の肖像』をリリース。ツェッペリン時代のハードロック・スタイルに別れを告げ、新たなスタイルの音楽に着手する。その後も1983年に『ザ・プリンシプル・オブ・モーメンツ』、1984年にはハニードリッパーズ名義の『ヴォリューム・ワン』、1985年には『シェイクン・アンド・スタード』と、矢継ぎ早に新作を発表し続けた。ツェッペリン時代のビッグヒットには及ばないものの、1990年までの全アルバムは全米20位以内につけるヒット作となっている。
1985年、レッド・ツェッペリンとしてライヴエイドに出演。当初はプラントのソロでの出演予定だったが、このコンサートの提唱者のボブ・ゲルドフからゲストとしてペイジとジョン・ポール・ジョーンズを呼ぶことを提案、これを了承し、1日限りのツェッペリン再結成の運びとなった。ドラムにはトニー・トンプソン、ジョーンズがキーボードを弾くことを望んだため、ベースにはポール・マルティネスが加わった。このコンサート最大の喝采を浴びたが演奏自体は上手くいかず、特に「天国への階段」で、プラントがペイジのギターソロ後の歌い出しのタイミングを間違えるというミスを犯してしまう。プラントはライヴエイドでの演奏について「まるで闇雲に自分の尻尾に噛みつこうとしてる犬みたいだ」と振り返っている。その後、プラントはペイジと1988年の4作目のソロアルバム『ナウ・アンド・ゼン』と同年のアトランティック・レコード40周年記念ライブ、1990年のネブワースでのコンサートで共演している。
1994年、ペイジとプラントが再会、ジミー・ペイジ & ロバート・プラントとして『MTVアンプラグド』に出演する。同番組ではツェッペリンのナンバーをリアレンジし、さらに新曲数曲を追加して披露した。この模様は同年に『ノー・クォーター』と題し、アルバム、映像作品として発表された。翌1995年よりペイジ・プラントとして本作的な世界ツアーを敢行、1996年まで続いた。

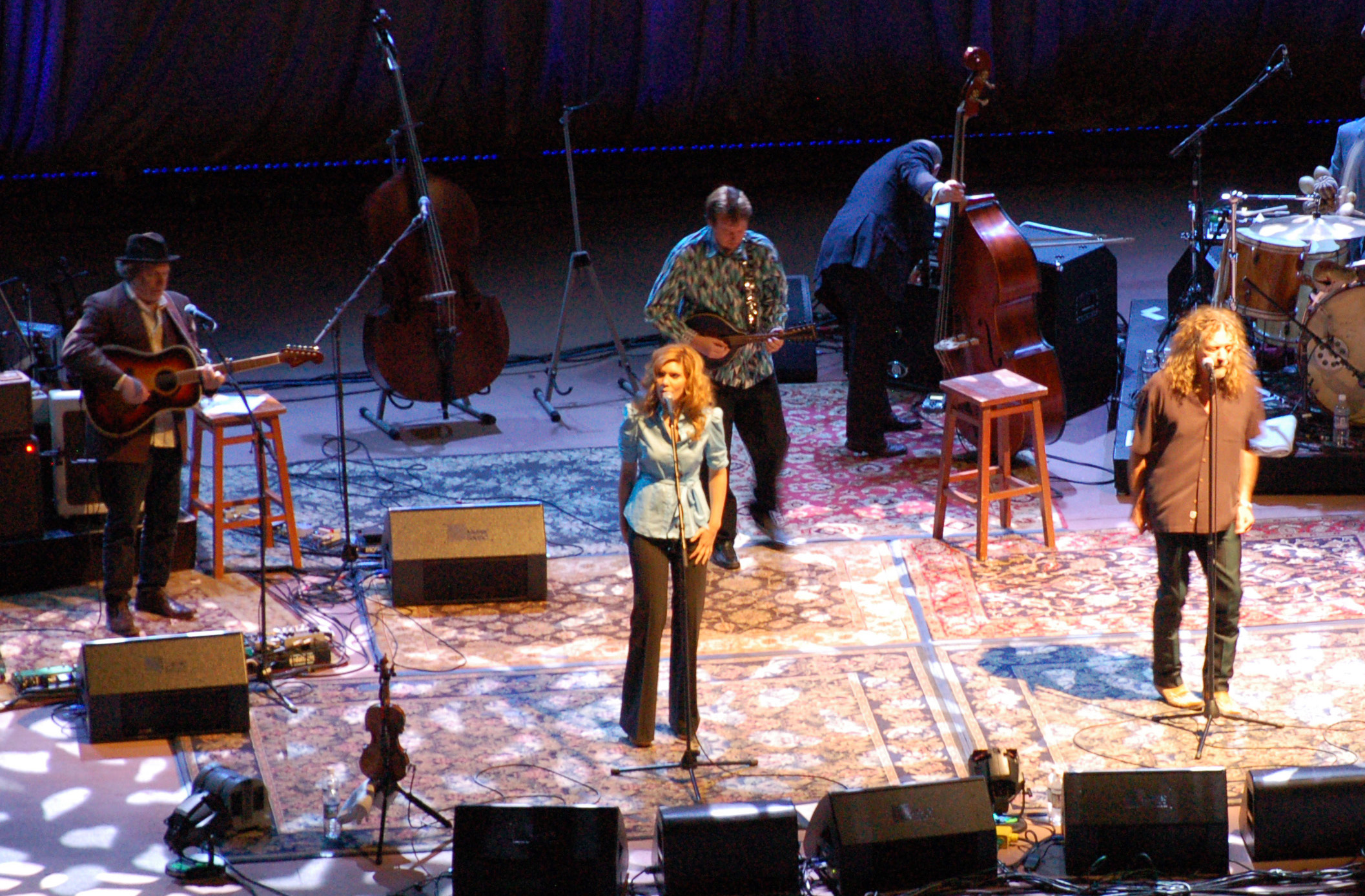
アリソン・クラウスとコラボ (2008年)

1998年、ペイジ・プラントとしての新作アルバム『ウォーキング・イントゥ・クラークスデイル』を発表、それに伴うツアーを同年2月より開始した。しかし1999年2月をもってプラントが突如ペイジ・プラントとしての活動停止を宣言し、再び二人はソロ活動に戻った。2001年からはロバート・プラント & ストレンジ・センセイションとして精力的に活動を続けている。
2005年、慈善事業を称えられ大英帝国勲章の役員に任命され、2009年にはポピュラー音楽への奉仕に対して大英帝国勲章の司令官（コマンダー）として表彰された。
2007年10月には、ブルーグラスカントリー・ミュージックシンガー、アリソン・クラウスとのコラボレーション・アルバム『レイジング・サンド』をリリース。2008年5月末まで、彼女とライヴを行う。このアルバムの収録曲「Gone Gone Gone(Done Moved On)」は、第50回グラミー賞のベスト・ポップ・コラボレーション・ウィズ・ヴォーカル部門を受賞した。2007年12月、ロンドン・O2アリーナに於いて、アトランティック・レコードの創設者、故・アーメット・アーティガンの追悼チャリティ・コンサートのためにレッド・ツェッペリンとしてステージに上がる。

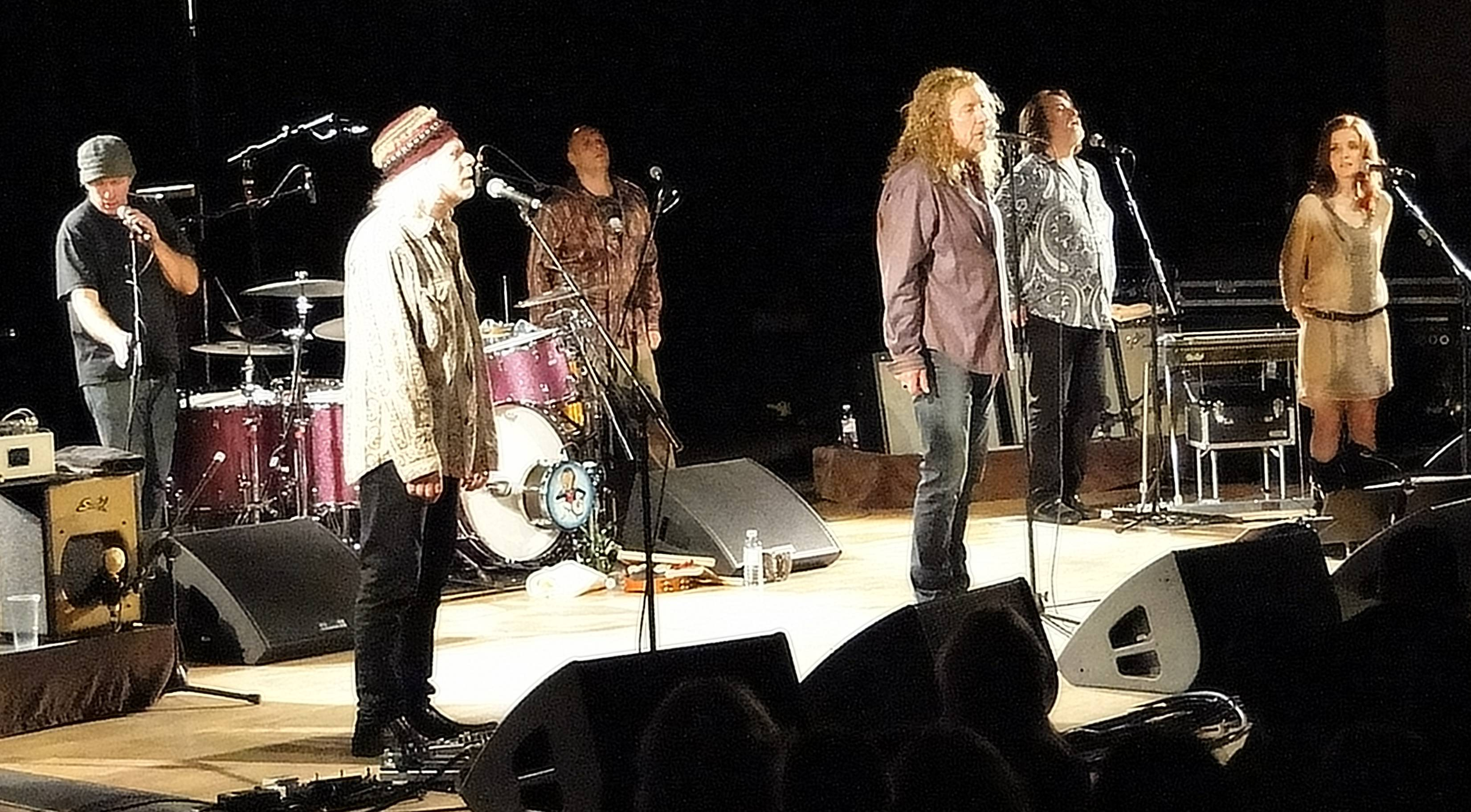
バンド・オブ・ジョイ (2010年10月)

2009年2月8日の第51回グラミー賞でも、前年に引き続き『レイジング・サンド』がノミネートされ、主要5部門のレコード・オブ・ザ・イヤー及びアルバム・オブ・ザ・イヤーを始め、5部門で受賞した。また同年、音楽界への貢献が認められ、CBEを授与されることが発表された。同年7月10日、バッキンガム宮殿にてチャールズ3世（当時皇太子）から授与された。
2010年、自身のアマチュア時代に組んでいたバンド名を冠した新作アルバム『バンド・オブ・ジョイ』をリリース。全英3位、全米5位の好成績を残す。第53回グラミー賞の「最優秀アメリカーナアルバム賞」にもノミネートされた。

## 音楽スタイル

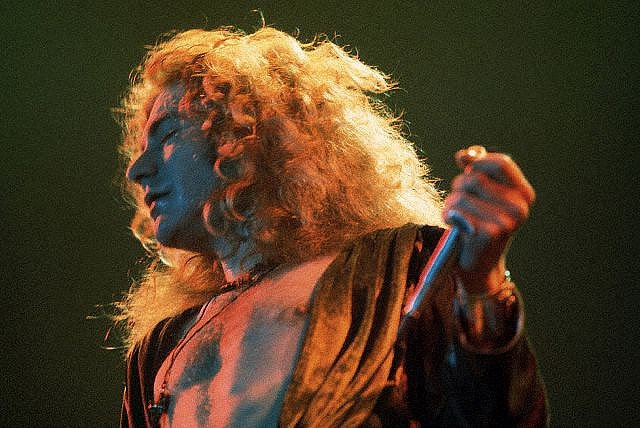
レッド・ツェッペリン時代 (1975年)

### 歌唱法
レッド・ツェッペリンでのハイトーン、パワフルでワイドレンジなボーカルは、音楽界に衝撃を与え、ツェッペリンはたちまち世界のトップバンドとなった。ボーカルスタイルの一つのあり方を確立し、以後のロック、ハードロック、ヘヴィメタルの歌唱法に多大な影響を与えた。フレディ・マーキュリー、スティーヴン・タイラー、ボン・スコット、デイヴィッド・カヴァデールなどの同世代のロックボーカリストから、アクセル・ローズ、クリス・コーネル、セバスチャン・バック、ジャスティン・ホーキンス、ジャック・ホワイトなど、後の世代のボーカリストにも影響を与えている。ペイジは「もし声帯を使ったオリンピックみたいなものがあれば、間違いなく全種目金メダル」と評している。ただし、ローリング・ストーンズのキース・リチャーズは「俺の耳にはいささかアクロバットじみて聴こえる」と嫌っている。
しかしながら、長いツアー生活による酷使により喉を痛め、かつてほどの高音は出せなくなった。1972年前半まではまだ調子により高音が出せていたが、1972年後半以降は出せなくなり、以降は楽曲によってはキーを下げて歌っている。1974年頃に声帯の手術を受けたという説もある。以降は高音のシャウトに頼らない歌唱法に切り替えている。

### 歌詞世界
初期の頃のプラントは、作詞は既存曲からの引用が多く見られ（例：「ハウ・メニー・モア・タイムズ」、「胸いっぱいの愛を」など）、これがツェッペリンの盗作癖の根拠にされたが、4作目以降は完全にオリジナルの作品に切り替えた（ただし、以降も「トランプルド・アンダーフット」や「俺の罪」のような古いブルース・ナンバーからの引用がみられるものもある）。特に『レッド・ツェッペリン IV』の「天国への階段」は高く評価されているが、本人は「天国への階段」を頂点とは考えておらず、それどころか「心底嫌いな曲」とまで言い放った事がある。
プラントの作詞家としての開花には、J・R・R・トールキンの『指輪物語』からの影響が強く、他にもケルト民話や北欧神話などファンタジーの世界を題材に求める事が多かった。彼らの代表作にもなった「移民の歌」（『III』収録）や「アキレス最後の戦い」（『プレゼンス』収録）もこれにあたる。他のロックバンド同様、女性やセックスに関する歌詞も少なくないが、身近な事象に対する心情を表現したものも多かった。「サンキュー」（『II』収録）は当時の妻のモーリーンに、「スノウドニアの小屋」（『III』収録）は当時の愛犬「ストライダー」に、「オーシャン」（『聖なる館』収録）は娘のカルメンに、そして「オール・マイ・ラヴ」（『イン・スルー・ジ・アウト・ドア』収録）は亡き息子カラックに捧げられている。一方で政治的なメッセージや社会問題を題材にする事はほとんどなく、せいぜい「ザッツ・ザ・ウェイ」（『III』収録）が差別問題を匂わせる内容となっている程度だが、この曲はアメリカツアーでバンドが受けたアメリカ人からの横暴な振る舞いがきっかけで作られたものである。
自身のアイドルにエルヴィス・プレスリーやジョニ・ミッチェルを挙げており、両者に逢えた時には子供の様にはしゃいだという。
また自身のルーツであるブルースの他にも民族音楽に対する造詣も深く、アルバム『フェイト・オブ・ネイションズ』（1993年）以降はアラブ音階やフォークなども取り入れている。また、ペイジ・プラントの『ノー・クォーター』（1994年）ではモロッコの民族音楽を取り入れた。

## 人物

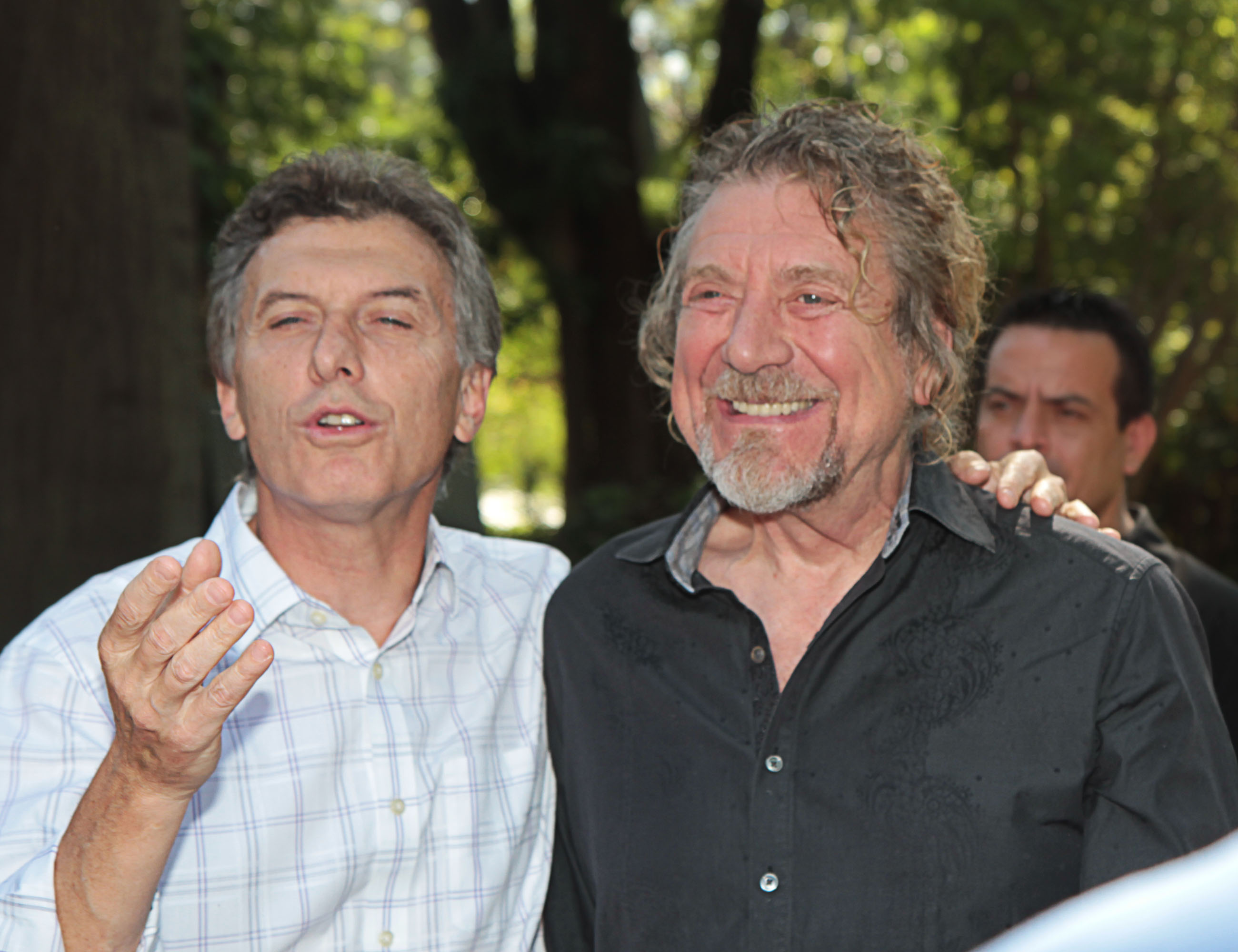
後のアルゼンチン大統領マウリシオ・マクリと談笑 (2012年11月)

身長185cm。ニックネームは「パーシー」。全盛期のツェッペリンは、その派手な外見やオフ・ステージでの型破りな行動から世界中のプレスから目の敵にされており、「女体を喰らいその骨を窓から投げ捨てる」 等と噂立てられるほどに悪評を高めていた。バンドのフロントマンであるプラントも格好のゴシップネタにされたが、当時ツェッペリンのツアーの警備を担当していた者は、プラントについて「彼は本当に素敵な奴だ。決して人を傷つけないし礼儀正しい。いつも微笑んでるような感じさ」と語っている。『メロディ・メイカー』誌の記者、クリス・ウェルチは、プラントについて「お喋りで騒々しい男」としながらも、「異常なほど繊細で落胆しやすい」と評しており、さらに「飛行機やバスでの移動中は静かに雑誌を読んだり、音楽を聴いていたりしていた」と、基本的に穏やかな人物であった事を明かしている。ただし、初来日時にはボーナムと共に様々な悪ふざけに興じていたのを目撃されており、後に目撃した人物から日本で昔やった事を覚えているか問われると「何も覚えてない」と答えたという。一方でかなりの上がり症であり、本番前にはマネージャーのピーター・グラントがプラントを優しく励ましながらステージに送り出していたという。
クイーンのフレディ・マーキュリーはレッド・ツェッペリンのロバート・プラントを尊敬しており、初期のクイーンはレッド・ツェッペリンの影響を深く受けたサウンドを奏でていた。フレディは1977年3月のインタビューで、「ロバート・プラントはいつも私のお気に入りの歌手だった。彼は私にとても嬉しい事を言ってくれた。彼は実際に「キラークイーン」が好きだと言ってくれたんだ。」と語っており、二人はとても仲のいい関係となっていった。フレディの死後に開催された追悼コンサートでは、ロバートはフレディが作詞作曲した名曲「Crazy Little Thing Called Love」と、フレディ存命時に作成された実質のクイーンラストアルバム「イニュエンドウ」の「Innuendo」を披露している。

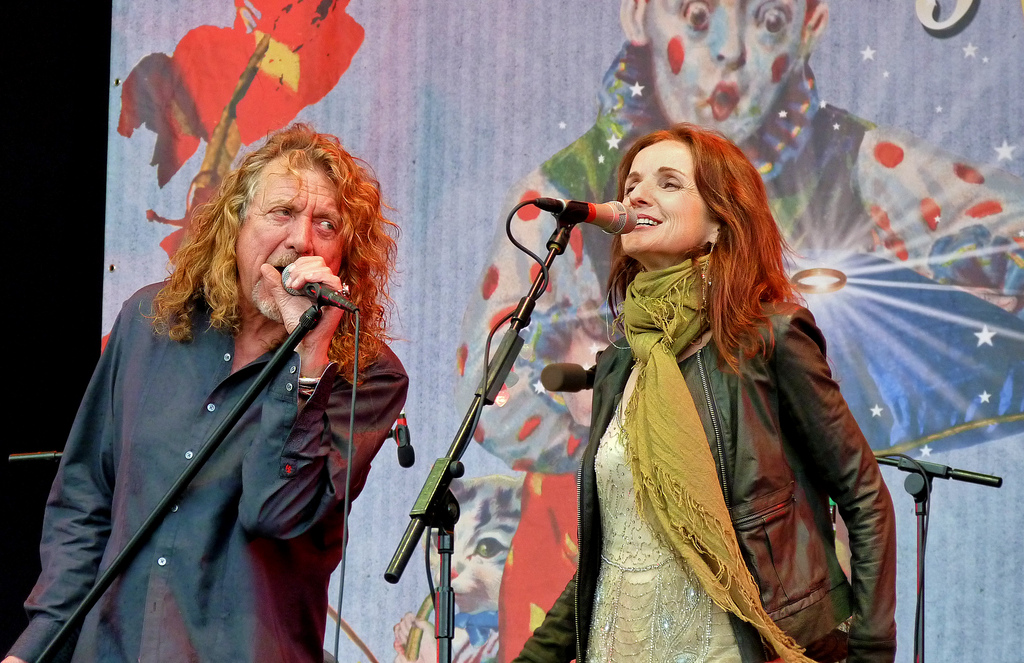
パティ・グリフィン (2011年8月)

映画『あの頃ペニー・レインと』で、主人公がツアーを共にするバンドのギタリスト、ラッセル（ビリー・クラダップ）の台詞「俺は黄金の神だ!!（I Am A Golden God!!）」は、プラントがロサンゼルスのハイアット・ホテル（通称「ライオット・ハウス」）のテラスから叫んだものだという。当時ローリング・ストーン誌の記者だったキャメロン・クロウが耳にし、後に映画で使用したというのがその顛末である。
私生活では、まだ無名だった1968年11月にモーリーン・ウィルソンと結婚。3人の子供を授かった。映画『レッド・ツェッペリン狂熱のライヴ』では、1973年当時のプラント一家の仲睦まじい様子を観ることができる。モーリーンとはその後1983年に離婚している。2011年、自身の率いるバンド・オブ・ジョイのメンバー、パティ・グリフィンと極秘に結婚したという報道が出た。実際に二人は1年ほど付き合っていたようだが、2014年には破局していた事が判明した。

### レッド・ツェッペリン再結成について

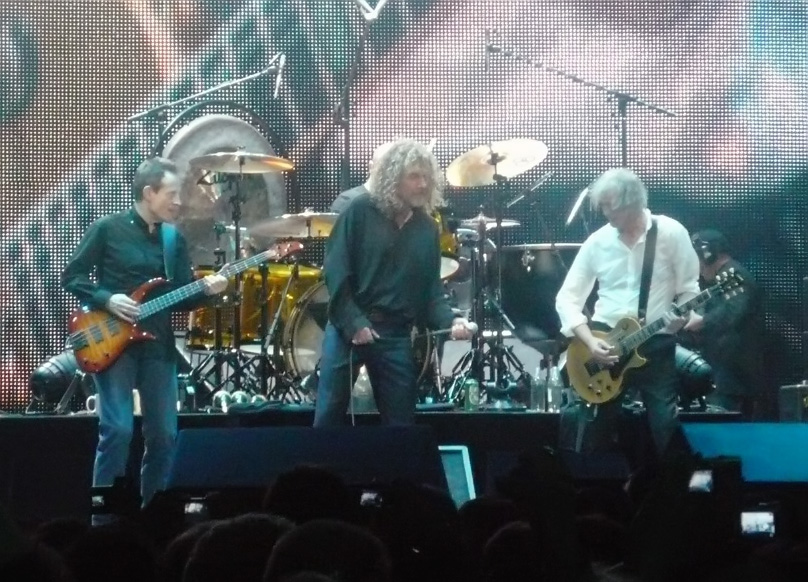
レッド・ツェッペリン再結成ライブ (2007年)

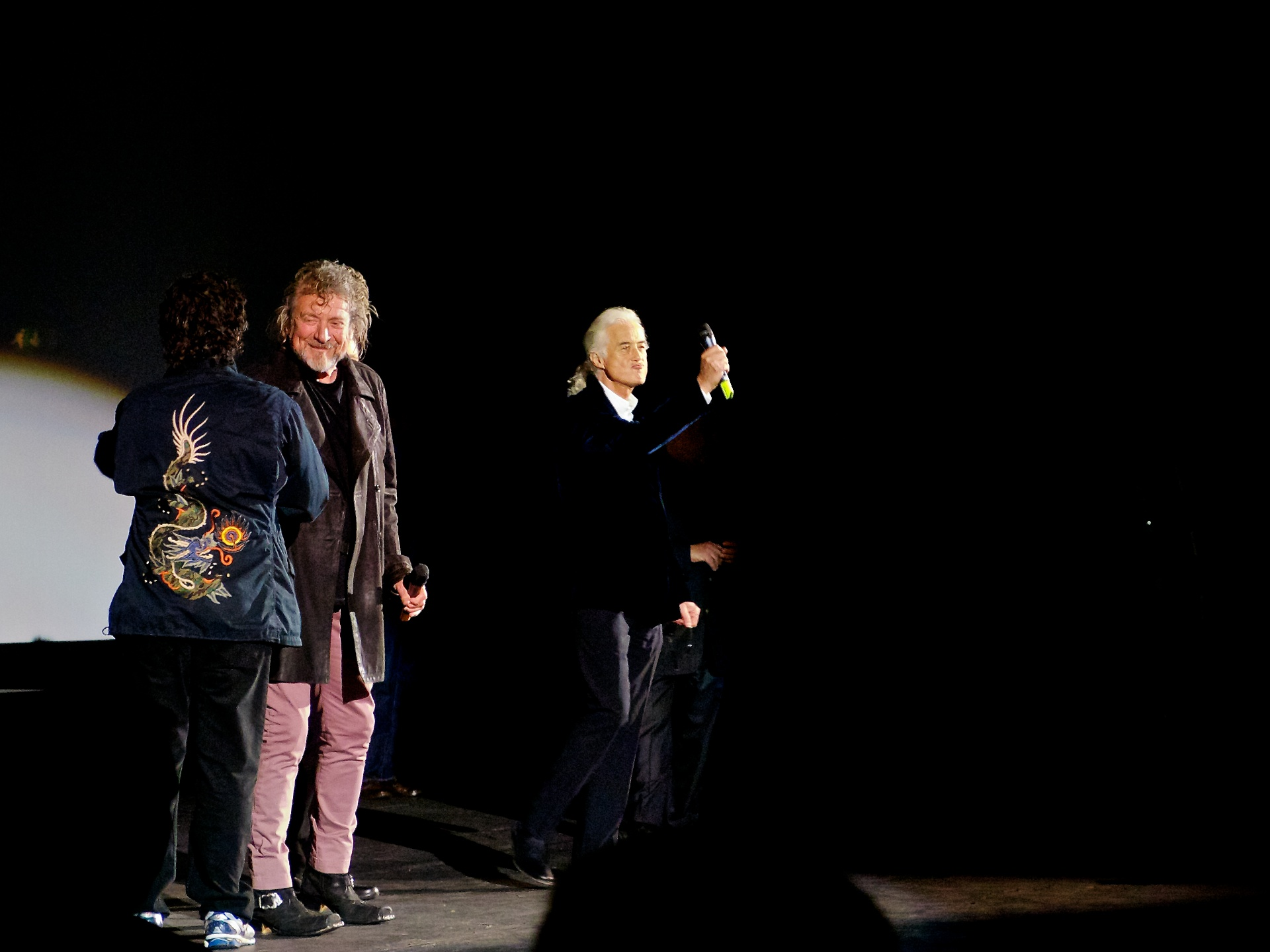
ジミー・ペイジと共演 (2012年)

プラントはツェッペリン解散後、残されたメンバーの中で最も多くの新作を発表する一方、ツェッペリンの再結成には最も消極的である。ソロになったばかりの頃はかなり不安だったようで、アドバイスを求めに何度かペイジの元を訪れたという が、その後は自信をつけ、ツェッペリン再結成を望む声をよそに自身のソロ・キャリアを進める事に集中した。音楽評論家で大のツェッペリン・フリークである渋谷陽一は「プラントにツェッペリンについて話を聞こうとすると、露骨に嫌そうな顔をする」と語っている。プラントは、1993年に「みんな俺に"大儲けできるのに"って言うけどさ、ツェッペリンの前はジミーも俺も別のグループにいたんだ。それがまた個々の活動へと散っていくだけ。2人で成し遂げた事は素晴しいと思ってるが、今はそんな事どうでもいい。我々は前進しなければならないんだ」と、再結成を拒む理由を語っている。
同じく1993年、ペイジが元ディープ・パープル／ホワイト・スネイクのデイヴィッド・カヴァデールと「カヴァーデイル・ペイジ」を結成した時、プラントは自身の歌唱法と髪形を真似たカヴァデールに対し、強い不快感を示し、「よくもまぁあんな奴と組めたもんだ。俺には理解できないね」と吐き捨てている。3人が組む事は二度とないという気運が高まったが、その翌年、MTVアンプラグドへの出演オファーが来たプラントは、ツェッペリン時代の曲をアレンジしてやってみないかとペイジに声をかけ、再びペイジとプラントは行動を共にする事となった。当初はほんの一度だけのプロジェクトとなるはずだったが、ペイジ・プラントはツェッペリン再結成を望む人達から熱烈な歓迎を受け、本格的な世界ツアーが行われ、さらには新作アルバムまでもが作られた。だがプラントは1999年に突如ペイジ・プラントとしての活動を中止してしまう。ペイジはプラントに思い止まるよう説得したが、彼の決心は固く、「もうやりたくなかったのさ。たくさん、って感じだった」と語っている。
以降、2007年の一夜限りの再結成を除いて、プラントがペイジ、ジョーンズと共に音楽活動を行う機会はなくなっている。2014年にも、再結成すれば900億円以上にも及ぶという契約金さえもあっさりと蹴っている。再結成に前向きであるペイジは、プラントのこのような態度に「こっちの気持ちをもてあそんでるんだ。正直もううんざりだよ」と不快感を示しており、これに対しプラントも「ジミーが何をしたいのかわからない」と困惑気味で、さらに「ジミーも自分のソロをやるべきだ」と進言するなど、再結成する気がない事を改めて表明している。

## ディスコグラフィ

### アルバム
| 1982                                      | 11時の肖像 Pictures at Eleven                                                                      | - 発売日: 1982年6月28日 - レーベル: Swan Song  | 2  | 6  | 17 | 16 | 32 | —  | 5  | - UK: シルバー - CAN: プラチナ - US: プラチナ |
| 1983                                      | ザ・プリンシプル・オブ・モーメンツ The Principle of Moments                                        | - 発売日: 1983年7月11日 - レーベル: Es Paranza | 7  | 10 | —  | 1  | 41 | —  | 8  | - UK: ゴールド - US: プラチナ                 |
| 1985                                      | シェイクン・アンド・スタード Shaken 'n' Stirred                                                    | - 発売日: 1985年5月20日 - レーベル: Es Paranza | 19 | 28 | —  | 31 | 33 | —  | 20 | - US: ゴールド                                |
| 1988                                      | ナウ・アンド・ゼン Now and Zen                                                                     | - 発売日: 1988年2月29日 - レーベル: Es Paranza | 10 | 11 | 12 | 7  | 18 | —  | 6  | - UK: ゴールド - US: 3× プラチナ              |
| 1990                                      | マニック・ネヴァーナ Manic Nirvana                                                                 | - 発売日: 1990年3月19日 - レーベル: Es Paranza | 15 | 26 | —  | 24 | —  | —  | 12 | - UK: シルバー - CAN: プラチナ - US: ゴールド |
| 1993                                      | フェイト・オブ・ネイションズ Fate of Nations                                                       | - 発売日: 1993年5月25日 - レーベル: Es Paranza | 6  | 37 | —  | 10 | 19 | 32 | 34 | - UK: シルバー - CAN: ゴールド - US: ゴールド |
| 2002                                      | ドリームランド Dreamland                                                                           | - 発売日: 2002年7月16日 - レーベル: Mercury    | 20 | —  | 26 | —  | 52 | 74 | 40 |                                               |
| 2005                                      | マイティ・リアレンジャー Mighty ReArranger (ロバート・プラント&ザ・ストレンジ・センセーション名義) | - 発売日: 2005年4月25日 - レーベル: Sanctuary  | 4  | 51 | 10 | 27 | 13 | 47 | 22 | - UK: シルバー                                |
| 2010                                      | バンド・オブ・ジョイ Band of Joy                                                                   | - 発売日: 2010年9月14日 - レーベル: Rounder    | 3  | 18 | 2  | —  | 6  | —  | 5  | - UK: ゴールド - NOR: ゴールド                |
| 2014                                      | ララバイ・アンド…ザ・シースレス・ロアー Lullaby and the Ceaseless Roar                             | - 発売日: 2014年9月9日 - レーベル: Nonesuch    | 2  | 22 | 2  | 7  | 6  | 6  | 10 | - UK: シルバー                                |
| 2017                                      | キャリー・ファイア Carry Fire                                                                      | - 発売日: 2017年10月13日 - レーベル: Nonesuch  | 3  | 16 | 9  | 7  | 12 | 7  | 14 |                                               |
| "—"は未発売またはチャート圏外を意味する。 | |                                                |    |    |    |    |    |    |    |                                               |

### コラボレーション・アルバム
| 1984                                      | ヴォリューム・ワン／ハニードリッパーズ The Honeydrippers: Volume One (with ジミー・ペイジ and ジェフ・ベック) | - 発売日: 1984年11月14日 - レーベル: Es Paranza、Atlantic | 56 | 13 | —  | —  | —  | —  | 5 | - US: プラチナ                                   |
| 1994                                      | ノー・クォーター No Quarter (with ジミー・ペイジ)                                                             | - 発売日: 1994年10月14日 - レーベル: Atlantic             | 7  | 2  | —  | 13 | 10 | 16 | 4 | - UK: ゴールド - CAN: 2× プラチナ - US: プラチナ |
| 1998                                      | ウォーキング・イントゥ・クラークスデイル Walking Into Clarksdale (with ジミー・ペイジ)                        | - 発売日: 1998年4月21日 - レーベル: Atlantic              | 3  | 16 | 13 | 11 | —  | —  | 8 | - UK: シルバー - US: ゴールド                    |
| 2007                                      | レイジング・サンド Raising Sand (with アリソン・クラウス)                                                     | - 発売日: 2007年10月23日 - レーベル: Rounder              | 2  | 45 | 1  | 3  | 2  | 33 | 2 | - UK: プラチナ - CAN: プラチナ - US: プラチナ    |
| "—"は未発売またはチャート圏外を意味する。 | |                                                           |    |    |    |    |    |    |   |                                                  |

## 日本公演（ソロ）
- 1984年
- 2014年 SUMMER SONIC 14